# Mikel Kortina
Mikel Cortina Bertol (o Mikel Kortina) (Bilbao, Vizcaya, 26 de marzo de 1974) es un exfutbolista español que jugaba como centrocampista
Es nieto de Roberto Bertol, histórico jugador del Athletic Club. Es el tercero de cuatro hermanos futbolistas (Jon, Joseba y Gorka).

## Trayectoria
Surgido de la cantera de Lezama, se incorporó al Bilbao Athletic en 1993. Mikel estaba señalado, en parte, gracias a su habilidad con la pierna izquierda como un jugador de gran futuro. Debutó con el Athletic Club, el 6 de abril de 1994 en Primera División, en una derrota ante el Real Oviedo (3-0) siendo jugador del filial. En la temporada siguiente se repitió la historia, su club fue el filial, pero participó en seis encuentros con el primer equipo, siendo uno de ellos el de la histórica victoria ante el Newcastle en Copa de la UEFA. En la temporada 1995-96 sólo jugó en el Bilbao Athletic, que acabó descendiendo a Segunda B. Inició la temporada 1996-97 como cedido en la SD Eibar (logrando seis goles) y la acabó, nuevamente, jugando para el Athletic Club y el Bilbao Athletic, ya que fue requerido por el entrenador Luis Fernández. El 22 de junio de 1997 marcó su único gol con el Athletic Club en una derrota por 3 a 2 ante el Hércules.
En la temporada 1997-98 experimentó una nueva cesión, esta vez al CA Osasuna, en Segunda División. En el equipo navarro no consiguió rendir a gran nivel, por lo que fue nuevamente cedido a la SD Eibar en la 1998-99. En ambas cesiones logró dos goles en diecinueve partidos, sin tener la continuidad deseada.
Ya desvinculado del Athletic Club, Mikel recaló en verano de 1999 en el Real Murcia, con el que consiguió el ascenso a Segunda División tras una campaña muy buena en lo personal, ya que fue titular y disputó 31 partidos. A la temporada siguiente, sin embargo, su participación fue casi testimonial.
Su último club como profesional fue la UE Lleida, donde militó durante dos campañas. En la segunda campaña no tuvo ficha, por lo que no llegó a participar en ningún encuentro.

### Tras su retirada
Dejó el fútbol prematuramente, con tan solo 28 años. Se instaló en Pamplona y concluyó sus estudios de Enfermería, profesión que desempeña en la actualidad en la capital navarra.

## Clubes
| Club                | País   | Año         |
| ------------------- | ------ | ----------- |
| Bilbao Athletic     | España | 1993 - 1996 |
| Athletic Club       | España | 1994        |
| SD Eibar (cedido)   | España | 1996        |
| Bilbao Athletic     | España | 1997        |
| Athletic Club       | España | 1997        |
| CA Osasuna (cedido) | España | 1997 - 1998 |
| SD Eibar (cedido)   | España | 1998 - 1999 |
| Real Murcia         | España | 1999 - 2001 |
| U.E. Lleida         | España | 2001 - 2002 |